# Diehl Aviation Laupheim

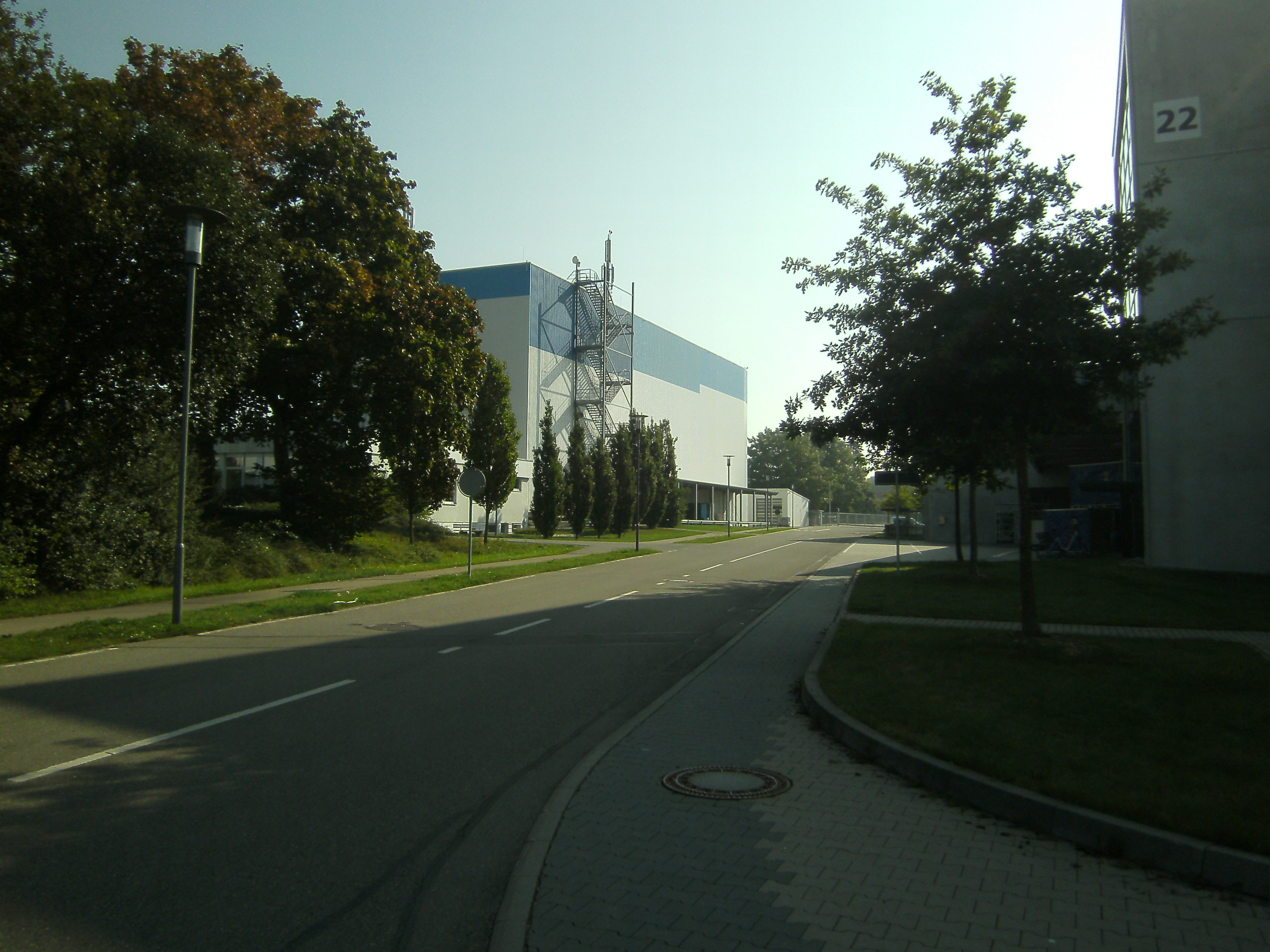
Werk in Laupheim

Die Diehl Aviation Laupheim GmbH (vormals: Diehl Aircabin GmbH), mit Stammsitz in Laupheim in Oberschwaben, arbeitet auf dem Gebiet der Luftfahrzeugausrüstung und ist ein Unternehmen der Diehl-Gruppe. Das Unternehmen firmiert seit 1. Oktober 2008 unter der aktuellen Bezeichnung und bietet heute Systemlösungen und -funktionen rund um die Flugzeugkabine an.
Das Unternehmen beschäftigt in Laupheim, Hamburg, Nyírbátor, Debrecen, Toulouse und Tianjin rund 6000 Mitarbeiter, die einen Umsatz von rund 650 Millionen Euro erwirtschaften (Stand 2016).

## Geschichte
Ludwig Bölkow begann 1960 in Laupheim am Rande eines kleinen militärischen Flugfelds mit der Fertigung von kleinen zweisitzigen Motorflugzeugen. In den Folgejahren wechselten die Besitzer des Standortes mehrfach, bis sich der Standort ab 1995, als Werk von Airbus auf das Thema Flugzeugkabine konzentrierte. Im Oktober 2008 wurde das Werk von den Technologiekonzernen Diehl und Thales übernommen und unter dem Firmennamen Diehl Aircabin in den Teilkonzern Diehl Aerosystems (heute: Diehl Aviation) integriert. Hierin bündelt Diehl seine überwiegend zivilen Luftfahrtaktivitäten. Neben der Diehl Aviation Laupheim gehören dazu auch die Diehl Aerospace mit Stammsitz in Überlingen und Diehl Aviation Hamburg (vormal: Diehl Comfort Modules) in Hamburg. Ende 2012 hat Diehl den 49 %-Anteil von Thales an Diehl Aircabin übernommen. Im April 2018 wurde die Sparte Diehl Aerosystems in Diehl Aviation umbenannt. Hiermit gingen die Umbenennungen aller Tochterunternehmen, mit Ausnahme der Diehl Aerospace, einher.

## Produktpalette
Das Unternehmen gestaltet, entwickelt und produziert Kabinenverkleidungen und Gepäckfächer für kommerzielle Flugzeuge, individuell gestaltete VIP-Flugzeugkabinen, Ruhebereiche für Piloten und Flugbegleiter sowie Systeme zur Luftversorgung. Partner sind große Luftfahrzeughersteller, z. B. Airbus, Boeing und Bombardier. Für die A350 entwickelt und produziert Diehl Aviation Laupheim als Tier‑1-Zulieferer die Innenverkleidung der Kabine, die Klimaverrohrung und die Crew Rest Area. Ein weiteres Geschäftsfeld ist die Herstellung von hochwertigen Kabinenausstattungen und Möbeln für VIP- und Corporate Jets.